# Aurora-Polka
Die Aurora-Polka ist eine Polka von Johann Strauss (Sohn) (op. 165). Das Werk wurde am 14. Februar 1855 im Tanzlokal Zum Sperl in Wien erstmals aufgeführt.